# Pietro Travagli
Pietro Travagli (Treviso, 28 aprile 1981) è un dirigente sportivo ed ex rugbista a 15 italiano, in carriera mediano di mischia quattro volte campione d’Italia con Benetton, Viadana e Petrarca e dal 2004 al 2008 internazionale per l'Italia.

## Biografia
Cresciuto nel Benetton Treviso, con cui esordì in A1 nel 2001 (1º aprile, vittoria 56-9 contro il Parma), ebbe la sua prima esperienza internazionale di club nella stagione seguente con il Viadana, con cui debuttò in Challenge Cup 2001-02 (esordio contro il Neath); la stagione successiva lo vide a Padova con il Petrarca e, nel 2003, esordì in Heineken Cup con la maglia del Benetton Treviso (primo incontro, sconfitta interna contro il Gloucester).
Nel 2004 Travagli esordì in Nazionale al Fattori dell'Aquila, contro il Canada, marcando anche una meta nella vittoria azzurra per 51-6; nel 2006 si trasferì in Inghilterra al Bath; in Guinness Premiership disputò un solo incontro (con i Saracens) e un altro in Challenge Cup, e nel 2007 tornò in Italia, al Parma.
Fuori dalla Nazionale dal 2004, fu richiamato dal nuovo C.T. Nick Mallett in occasione del Sei Nazioni 2008, nel quale disputò tutti e cinque gli incontri.
Nel settembre 2009, Travagli lasciò il Parma e firmò un contratto di un anno con il Rovigo.
Nell'estate del 2010 tornò al Petrarca, che nel corso di quella stagione lo cedette in prestito per un mese alla franchise di Celtic League degli Aironi. Tornato a Padova, disputò il finale di stagione che si concluse con la vittoria in campionato, la quarta personale e la dodicesima per il club.
Dopo altre due stagioni con i padovani, è tornato al Viadana per la stagione 2013-14 e per quella successiva.
Ritiratosi nel 2015, ha assunto l'incarico di team manager delle Fiamme Oro per la stagione sportiva 2015-16.

## Palmarès
- Campionati italiani: 4
Petrarca: 2010-11
Benetton Treviso: 2000-01, 2003-04
Viadana: 2001-02
- Coppe Italia: 2
Parma: 2007-08, 2008-09
- Supercoppe d'Italia: 1
Parma: 2008